# Vilneanka, Vilneansk
Vilneanka (în ucraineană Вільнянка) este un sat în comuna Liubîmivka din raionul Vilneansk, regiunea Zaporijjea, Ucraina.

## Demografie
Componența lingvistică a localității Vilneanka
     Ucraineană (78,38%)
     Rusă (21,62%)
Conform recensământului din 2001, majoritatea populației localității Vilneanka era vorbitoare de ucraineană (78,38%), existând în minoritate și vorbitori de rusă (21,62%).